# Bruno Baras
Bruno Baras (1 februari 1992) is een Belgische voetballer die sinds juli 2016 onder contract staat bij SC Eendracht Aalst. Hij werd opgeleid bij RSC Anderlecht en debuteerde in 2012 bij tweedeklasser FC Brussels.
Op de derde speeldag van het seizoen 2011/12 in de Belgische tweede klasse mocht hij in de 84se minuut invallen voor Sébastien Siani en maakte daarmee zijn debuut in het Belgisch voetbal.

## Statistieken
| seizoen | club                 | land   | competitie    | wed | goals |
| ------- | -------------------- | ------ | ------------- | --- | ----- |
| 2011/12 | → FC Brussels        | BEL    | Tweede klasse | 18  | 1     |
| 2012/13 | Union Saint-Gilloise | BEL    | Derde klasse  | 5   | 0     |
| Totaal  | Totaal               | Totaal | Totaal        | 23  | 1     |